# José Luis Medrano
José Luis Medrano Aguilera (Santa Cruz de la Sierra, 16 de mayo de 1968) es un exfutbolista boliviano que se desempeñaba como centrocampista.

## Trayectoria
Medrano comenzó a practicar fútbol en el equipo de San Martín.
A finales de 1985 fue traspasado a Oriente Petrolero, club en el que obtendría sus mayores éxitos futbolísticos. Con el refinero fue campeón nacional en 1990 y disputó 311 encuentros oficiales. En 1996, luego de 10 años, dejaría el club.
Posteriormente jugaría en Real Santa Cruz (1997), Guabirá (1998), San José (1999), Atlético Pompeya (2000) y Real Santa Cruz (2001).

## Selección nacional
Fue internacional con la selección de Bolivia en dos encuentros, disputó la Copa América 1991. Debutó en la competición el 13 de julio en Viña del Mar, reemplazando a su compañero Castillo al minuto 75.

## Clubes
| Club              | País    | Año       |
| ----------------- | ------- | --------- |
| Oriente Petrolero | Bolivia | 1986-1996 |
| Real Santa Cruz   | Bolivia | 1997      |
| Guabirá           | Bolivia | 1998      |
| San José          | Bolivia | 1999      |
| Atlético Pompeya  | Bolivia | 2000      |
| Real Santa Cruz   | Bolivia | 2000-2001 |

## Palmarés

### Títulos nacionales
| Título           | Club              | Año  |
| ---------------- | ----------------- | ---- |
| Primera División | Oriente Petrolero | 1990 |